# Adi Bichman
Adi Maia Bichman (in ebraico עדי מאיה ביכמן‎?; Kiryat Ono, 5 febbraio 1983) è un'ex nuotatrice israeliana, specializzata nelle gare lunghe dello stile libero.
Ha partecipato alle Olimpiadi di Sidney 2000 ma senza ottenere brillanti risultati, classificandosi 38ª (su 39 partecipanti) nei 400m stile libero, 25ª (su 26 partenti) negli 800m stile libero e 26ª (su 28 partecipanti) nei 400m misti.

## Palmarès
- Europei giovanili

Mosca 1999: bronzo neli 800m sl e nei 400m misti